# Guillermo Meixueiro

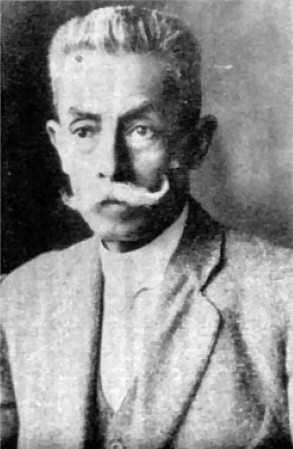
Guillermo Meixueiro

Guillermo Meixueiro (1864-1920) was een Mexicaans politicus en militair.
Meixueiro was afkomstig uit een aanzienlijke familie uit de staat Oaxaca, zijn vader Francisco Meixueiro was gouverneur van die staat, en onderhield goede banden met president Porfirio Díaz. Meixueiro werd zelf meerdere keren in de Kamer van Afgevaardigden gekozen. Na de uitbraak van de Mexicaanse Revolutie en de val van Díaz sloot hij zich aan bij het legertje van Díaz' neef Félix Díaz. Meixueiro steunde de machtsovername van Victoriano Huerta, doch werd later door hem gevangengezet nadat deze Congres van de Unie had laten ontbinden.
Na zijn vrijlating keerde Meixueiro terug naar Oaxaca dat zich wegens de steeds verder escalerende revolutie 'soeverein' had verklaard. Gouverneur José Inés Dávila benoemde Meixueiro tot bevelhebber van het 'soevereinistische leger' (ejército soberanista). Oaxaca werd binnengevallen door de constitutionalisten van Venustiano Carranza, maar Meixueiro wist vanuit de bergen lange tijd weerstand te bieden aan de invallers. In 1920 accepteerde hij het Plan van Agua Prieta en legde hij de wapens neer. Hij overleed niet veel later terwijl hij campagne voerde voor een Senaatszetel.